# Štěpánov (stacja kolejowa)
Štěpánov – stacja kolejowa w Štěpánovie, w kraju ołomunieckim, w Czechach przy ulicy Za Drahou 169/8. Znajduje się na wysokości 225 m n.p.m. i leży na linii kolejowej nr 270.